# The Hippodrome

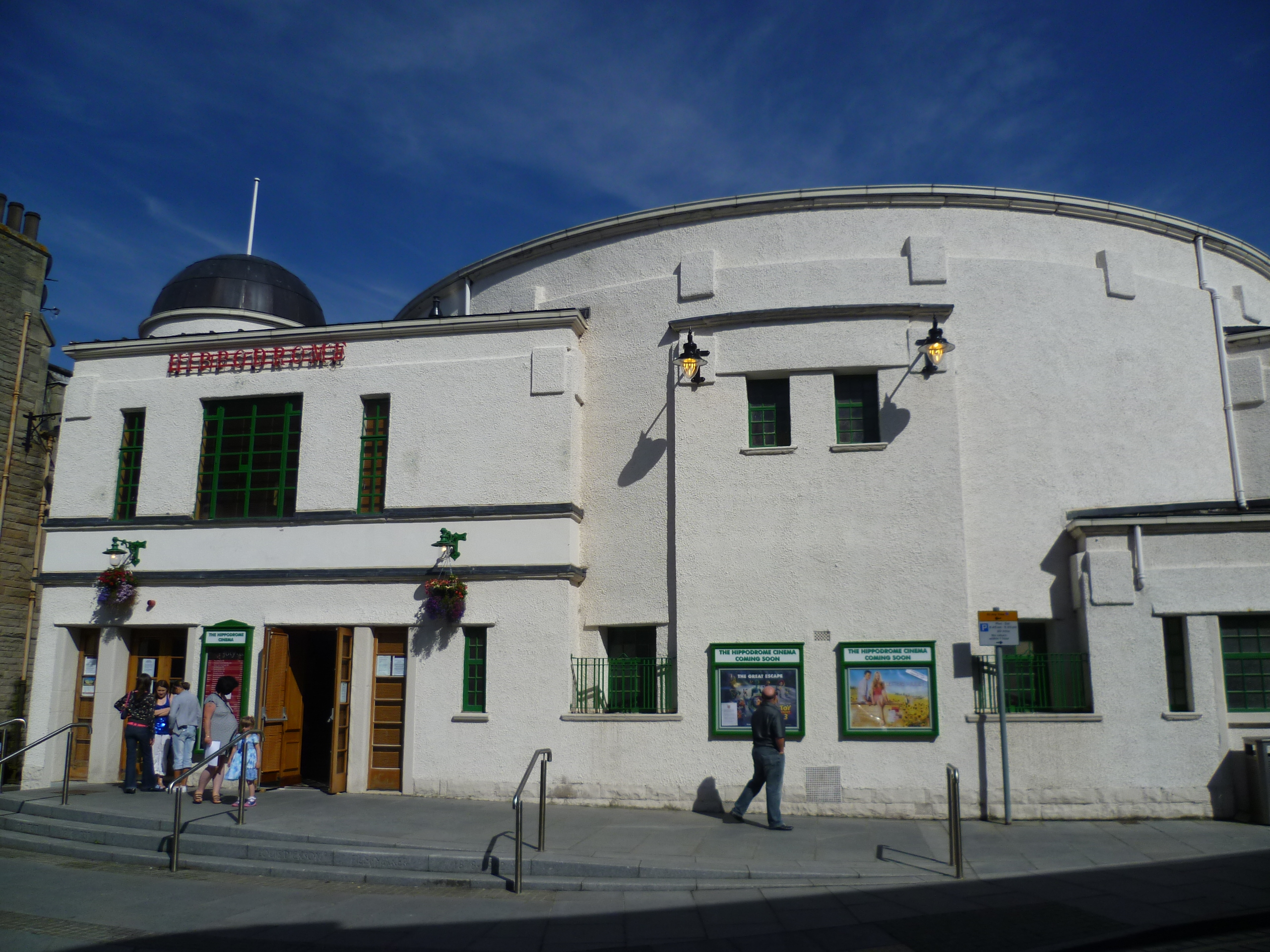
The Hippodrome

The Hippodrome ist ein Kinogebäude in der schottischen Stadt Bo’ness in der Council Area Falkirk. 1979 wurde das Bauwerk in die schottischen Denkmallisten zunächst in der Kategorie B aufgenommen. Die Hochstufung in die höchste Kategorie A erfolgte 2004.

## Geschichte
Der lokale Veranstalter Louis Dickson gab im Jahre 1911 den Bau eines Kinogebäudes in Auftrag. Im darauffolgenden Jahr wurde das Gebäude fertiggestellt und am 11. März 1912 eröffnet. Als Architekt zeichnet Matthew Steele für den Entwurf verantwortlich, der verschiedene prägende Bauten in Bo’ness plante. Die runde Bauform in Verbindung mit dem Namen Hippodrom lässt auf eine Konzeption als Mehrzweckgebäude schließen, das auch Raum für Zirkus- oder Varietéveranstaltungen bieten sollte. Das Vorhandensein eines Vorführerraums in den frühesten Plänen und die Projektbezeichnung „Picture Palace“ lassen jedoch den Fokus auf die Vorführung von Filmen erkennen, wodurch das Hippodrome das älteste erhaltene und zu diesem Zwecke erbaute Gebäude Schottlands ist. Bereits nach kurzer Zeit wurde es ausschließlich als Lichtspielhaus genutzt. Dickson zeigte dort auch selbstproduzierte Filme zu regionalen Themen, die heute teilweise im schottischen Filmarchiv erhalten sind.
Die Caledonian Associated Cinemas, die das Kino im Jahre 1947 betrieben, beauftragten ihren Hausarchitekten Alex Cattenach of Kingussie mit der Modernisierung des Gebäudes. In diesem Zuge wurde die Leinwand vergrößert, Damentoiletten eingerichtet und der Orchestergraben entfernt. In den 1970er Jahren wurde das Hippodrome als Bingosaal genutzt und stand in den 1980er Jahren leer. Nachdem es zwischenzeitlich bereits im Register gefährdeter, denkmalgeschützter Bauwerke in Schottland gelistet war, setzte die Regionalverwaltung von Falkirk schließlich einen 5 Millionen £ umfassenden Etat zur Restaurierung historischer Gebäude in Bo’ness auf, wovon auch die Sanierung des Hippodromes finanziert wurde. Ab 2006 wurde das Kino mit zeitgemäßer Technik ausgestattet und 2008 wiedereröffnet. Die Restaurierungsarbeiten wurden sehr behutsam durchgeführt und zahlreiche Details im Innenraum blieben im Original erhalten.

## Beschreibung

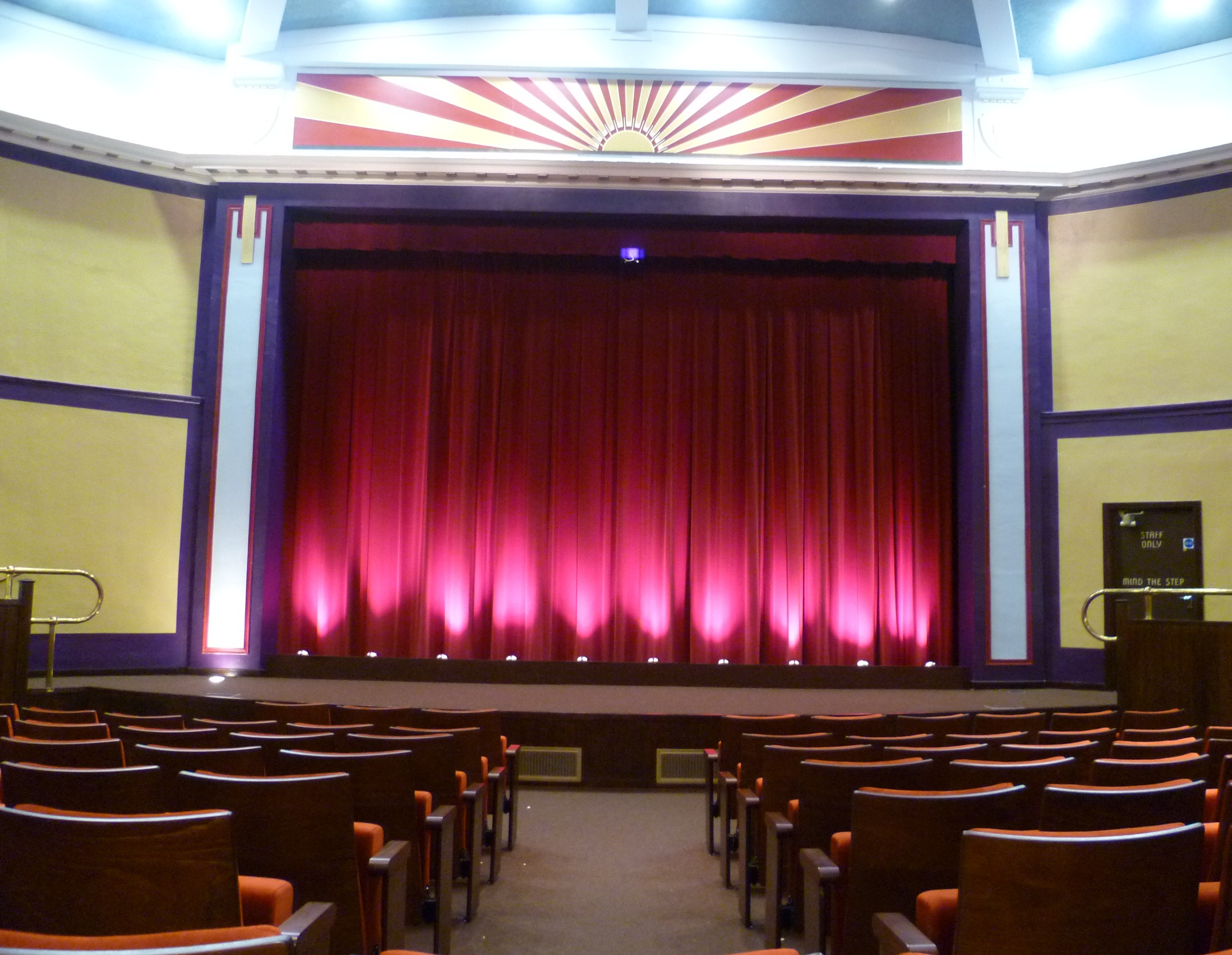
Der renovierte Saal im Jahre 2012

Das Hippodrome nimmt eine markante Position am Zusammenfluss mehrerer Straßen im Norden von Bo’ness ein. Stilistisch weist es zahlreiche Merkmale der aufkeimenden Architektur des Neuen Bauens auf. Es besteht aus einem runden Hauptgebäude, von dem verschiedene Anbauten in Richtung North Street abgehen. Links tritt das zweistöckige Foyer mit den Kartenschaltern hervor, das 1926 von John Taylor hinzugefügt wurde. Das Obergeschoss sowie die abschließende Kuppel stammen jedoch aus dem Jahre 1936. Aus diesem Jahr stammt auch die Holzvertäfelung im Inneren des Foyers, die einem in der Gegend gestrandeten Schiff entnommen wurde. Die Fassaden sind mit Harl verputzt. Um den runden Veranstaltungsraum läuft eine Galerie mit 215 Sitzplätzen um, die auf gusseisernen Pfeilern ruht. Das Parkett bietet 510 Besuchern einen Sitzplatz.